# Synopeas monticola
Synopeas monticola är en stekelart som först beskrevs av Jean-Jacques Kieffer 1910.  Synopeas monticola ingår i släktet Synopeas och familjen gallmyggesteklar. Inga underarter finns listade i Catalogue of Life.